# Andreas Birgeri Kilander
Andreas Birgeri Kilander, död 1673, var från 1666 superintendent i Karlstads stift.

## Biografi
Kilander var av bondesläkt. Han började sin utbildning vid Karlstads skola och blev magister i Uppsala 1646. Därefter återkom han till Karlstads skola och blev 1651 kyrkoherde i Hammarö och 1656 i Nyeds församling.

## Källa
Christna kyrkans historia uti Swerige av Jöran Jakob Thomæus (Google books)